# Parabapta aetheriata
Parabapta aetheriata là một loài bướm đêm trong họ Geometridae.